# Poljska djetelina
Poljska djetelina (lat. Trifolium campestre), vrsta je cvjetnice porijeklom iz Europe i zapadne Azije, koja raste na suhim, pjeskovitim travnatim staništima, poljima, šumskim rubovima, uz ceste, pustošima i obrađenom zemljištu. Naziv vrste campestre znači "s polja".

## Opis
To je jednogodišnja zeljasta biljka koja naraste do visine od 10-30 cm, s karakterističnim žutim cvjetnim glavicama koje na prvi pogled nalikuju cvjetovima hmelja. Svaka cvjetna glavica je cilindrična ili sferična zbirka od 20-40 pojedinačnih cvjetova. Cvjetovi postaju smeđi starenjem i sušenjem, obuhvaćajući plod, mahunu s jednom sjemenkom. Listovi su naizmjenični i trostruki, s tri duguljasta ili eliptična listića, duga 4–10 mm.
Ova vrsta je vrlo blisko povezana sa zlatnom djetelinom (Trifolium aureum).
- Cvijet Trifolium campestre u Newfoundlandu
- Trifolium campestre izbliza.
- Osušena cvjetna glavica

## Uzgoj i upotreba
Poljska djetelina je važna djetelina u poljoprivredi jer je njezino lišće dobro za hranjenje stoke i obnavljanje tla. Obično se ne sadi, ali se smatra vrijednom biljkom kada raste na pašnjaku. Naturalizirala se u Sjevernoj Americi, posebno na zapadu i jugu kontinenta.

## Slične biljke
Poljska djetelina, Trifolium campestre, može se zamijeniti s drugim biljkama koje imaju tri lista i male žute cvjetove, kao što su zlatna djetelina (T. aureum), mala djetelina (T. dubium), hmeljasta vija (Medicago lupulina) i Oxalis stricta.

## Vanjske poveznice
- Washington Burke Museum
- Jepson Manual Treatment
- Illinois Wildflowers
- Discover Life: Trifolium campestre
- Purdue New Crops: Hop clovers